# Kurt Tackenberg
Kurt Walter August Tackenberg (* 30. Juni 1899 in Tschammendorf, Kreis Neumarkt, Provinz Schlesien; † 10. November 1992 in Münster) war ein deutscher Prähistoriker.

## Leben
Nach dem Militärdienst im Ersten Weltkrieg studierte er von 1919 bis 1923 an der Universität Breslau bei Hans Seger sowie an der Universität Rostock. Während des Studiums wurde er 1919 Mitglied der Sängerschaft Leopoldina Breslau. Im Jahre 1925 wurde er mit einer Arbeit zu den Wandalen in Niederschlesien promoviert. Von 1923 bis 1929 war er Assistent am Museum für Kunstgewerbe und Altertümer in Breslau. In den Jahren 1927/28 hatte er ein Reisestipendium der Römisch-Germanischen Kommission und kam im Jahre 1929 als Kustos an das Provinzialmuseum Hannover. Seit 1932 war er Mitglied des Kampfbundes für Deutsche Kultur.
1934 wurde er außerordentlicher Professor an der Universität Leipzig. Von 1938 bis 1945 war er Hochschullehrer sowie Leiter des Instituts für Vor- und Frühgeschichte an der Universität Bonn und 1939 Dekan der Philosophischen Fakultät. Noch 1944 wollte ihn Karl F. Chudoba zum Rektor der Bonner Universität ernennen lassen. Er war Mitglied der NSDAP (seit 1937) und des NS-Dozentenbundes.
Während des Zweiten Weltkriegs wurde er im Jahre 1941 Gastprofessor in Gent und ab Herbst 1942 Direktor des Deutschen Kulturinstitutes in Brüssel, das dem Militärbefehlshaber und dem Auswärtigen Amt unterstand. Als Wissenschaftler kooperierte Tackenberg mit dem „Ahnenerbe“, der Wissenschaftsorganisation der SS, die er zur systematischen Erforschung von Verbindungen zwischen westeuropäischen und mitteleuropäischen Völkerstämmen im Raum Belgien/Frankreich gewinnen wollte. 1943/44 wurde er zur Wehrmacht eingezogen und blieb bis Mai 1944 als Leutnant im Dienst.
Er gehörte zu einer kleinen Gruppe von Professoren um Rektor Karl F. Chudoba (zu der auch Erich Feldmann gehörte), die Anfang 1945, nach Schließung der Universität zum WS 1944/45, vor den anrückenden Alliierten mit Chudobas als kriegswichtig angesehenem Mineralogisch-petrologischen Institut nach Göttingen umsiedelten. Dort wurde auch noch nach der Besetzung Bonns durch US-amerikanische Truppen an der Verwaltung mit Bildung eines eigenen, autarken Rektorats festgehalten, obwohl durch den vor Ort in Bonn gebliebenen Prorektor Theodor Brinkmann bereits Verhandlungen mit den Besatzern zur Fortführung des Universitätsbetriebes geführt wurden.
Er wurde nach Kriegsende aus dem Professorenamt entlassen. Von 1955 bis 1965 war er Ordinarius in Münster. Seit 1955 war er Mitglied des Deutschen Archäologischen Institutes und seit 1959 Mitglied der Sächsischen Akademie der Wissenschaften zu Leipzig. Im Jahre 1974 erhielt er das Große Verdienstkreuz des Niedersächsischen Verdienstordens.
Er widmete sich in seinen Forschungen verschiedenen Gebieten der Vor- und Frühgeschichte. Die Schwerpunkte ergeben sich aus den aufgeführten Publikationen (vollständiges Schriftenverzeichnis siehe Jockenhövel 1996).

## Publikationen (Auswahl)
- Die Wandalen in Niederschlesien. Dissertation. In: Vorgeschichtliche Forschungen. Band 1. de Gruyter, Berlin 1925, DNB 571286240.
- Die Kultur der frühen Eisenzeit in Mittel- und Westhannover. Hildesheim 1934.
- Germanen und Slawen zwischen 1000 vor und 1000 nach Beginn unserer Zeitrechnung. Kriegsvorträge der Rheinischen Friedrich-Wilhelms-Universität Bonn a. Rh., Heft 12, 1940.
- Die Beusterburg. Ein jungsteinzeitliches Erdwerk in Niedersachsen. (= Veröff. der urgesch. Samml. des Landesmus. Hannover 13). Hildesheim 1951.
- Die jüngere Bronzezeit in Nordwestdeutschland – Teil I: Die Bronzen. Hannover 1971, Teil II: Die Felssteingeräte. Hannover 1974.
- Ein Beitrag zur Verbreitung, Zeitstellung und Werkstätten-Herstellung von Hansa-Schüsseln. In: Offa. 36, 1979, S. 145–151.
- Westfalen in der Urgeschichte Nordwestdeutschlands: Fundkarten von der Altsteinzeit bis in die Zeit um Christi Geburt. Münster 1996.

## Nachruf
- Die Kunde. N.F. 44, 1993, S. 185ff.
- A. Jockenhövel (Hrsg.): Kurt Tackenberg (1899–1992) zum Gedächtnis. Münster 1996.